# 4. generalno poveljstvo (Avstro-Ogrska)
4. generalno poveljstvo (izvirno nemško 4. Generalkommando) je bil štab v moči korpusa avstro-ogrske kopenske vojske, ki je bil aktiven med prvo svetovno vojno.

## Zgodovina
Poveljstvo je obstajala med aprilom in novembrom 1918, ko je bilo ukinjeno s propadom države.

## Poveljstvo
Poveljniki (Kommandanten)
- Viktor Weber von Webenau: april - maj 1918
- Heinrich Goiginger: maj - november 1918

Načelniki štaba (Stabchefs)
- Karl Glöckner: april - november 1918